# Iris-Hypothese

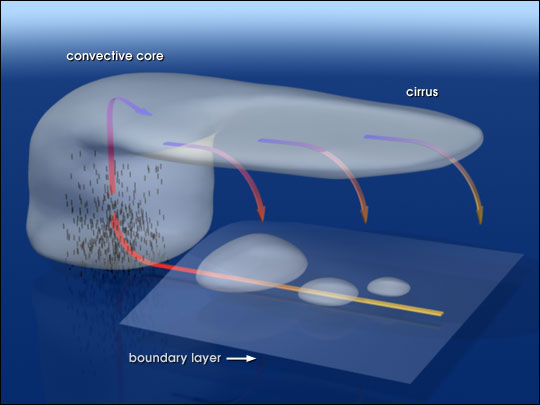
Durch Konvektion über warmem Untergrund kann Feuchtigkeit in große Höhen gelangen und führt dort zur Bildung von Cirrus-Wolken.

Die Iris-Hypothese wurde von Richard Lindzen im Jahr 2001 vorgestellt.
Darin wird angenommen, dass eine höhere Meeresoberflächentemperatur in tropischen Breiten zu einer verringerten Bildung von Cirrus-Wolken und damit auch zu einer erhöhten Infrarotabstrahlung führen würde.
Nach Ansicht von Lindzen stellt der Effekt eine negative Rückkopplung im Kontext der globalen Erwärmung dar. Der wärmende Effekt der Treibhausgase würde durch den Iris-Effekt stark abgeschwächt; die Klimasensitivität sei dadurch erheblich geringer als gemeinhin angenommen wird.
Der Name der Hypothese wurde in Anlehnung an die Iris des Auges gewählt, die auf wechselnde Helligkeit mit einer veränderlichen Öffnung der Pupille reagiert. In ähnlicher Weise soll nach der Iris-Hypothese eine Erhöhung der äquatornahen Oberflächentemperaturen eine "Öffnung", d. h. Verringerung der Cirrus-Wolkenbedeckung in diesen Breiten ergeben. Roy Spencer, ein Klimaleugner, der den wissenschaftlichen Konsens zur menschengemachten Erderwärmung bestreitet, und Lindzen selbst, publizierten hingegen in den 2000er Jahren zwei Studien, die die Hypothese zu stützen schienen.
Inzwischen wird die Hypothese von der Klimaforschung sowohl aufgrund von Beobachtungen als auch aus konzeptionellen Gründen zurückgewiesen (Stand 2018). Klimatologen, die die These testeten, fanden keine Hinweise darauf, dass sie stimmt.
Messdaten des Clouds and the Earth’s Radiant Energy System stehen daneben im Widerspruch zur Hypothese, so dass die NASA wörtlich schreibt: „Evidence Against the Iris Hypothesis“.
Andere Forscher fanden einen Effekt, jedoch war dies eine positive (zu Erwärmung führende) Rückkopplung und keine negative, wie Lindzen postuliert hatte.